# Vivencias (álbum)
Vivencias es el segundo álbum recopilatorio producido por DJ Blaster, y el primero con contenidos y artistas cristianos como Alex Zurdo, El Moya, Special Eric, Leo El Poeta, Gran Manuel, entre otros. Cuenta con 24 canciones, en su mayoría, al estilo del reguetón. La canción «Su presencia» de Alex Zurdo, fue el sencillo del álbum, y junto al tema «Septiembre 11» de Leanzy, refiriéndose al atentado del 11 de septiembre de 2001, obtuvieron muy buena aceptación en la radio cristiana.

## Lista de canciones
| N.º | Canción                   | Artista                 | Duración |
| --- | ------------------------- | ----------------------- | -------- |
| 1   | Intro                     | DJ Blaster              | 03:12    |
| 2   | Llamale                   | Speci@l Eric con Spirit | 02:59    |
| 3   | Tu presencia              | Alex Zurdo              | 03:13    |
| 4   | De Que Vale Que Llores    | Leo El Poeta            | 03:15    |
| 5   | Eres Tú                   | Mr. Chris & Shinny Girl | 02:39    |
| 6   | Esta Es Mi Vida           | Maicky (de J-Squad)     | 02:46    |
| 7   | Mi Señor                  | Lion Sama               | 02:45    |
| 8   | Camino a la Cruz          | Josué Da Melody         | 03:02    |
| 9   | Resurrección              | Josué Da Melody         | 03:17    |
| 10  | La Fe                     | Christian Warriors      | 03:18    |
| 11  | Job                       | Davo                    | 03:20    |
| 12  | No Más Guerra             | Lil Pito                | 03:26    |
| 13  | Lamento de un Niño        | Juny Revelation         | 03:19    |
| 14  | Lo Llevas Tu              | Jun Jun                 | 02:23    |
| 15  | Yo Quiero Hablarte        | Gran Manuel             | 03:34    |
| 16  | Septiembre 11             | Leanzy                  | 02:25    |
| 17  | Dependo de Ti             | Alex Zurdo              | 03:30    |
| 18  | Sólo quiero estar contigo | Spirit 2 con Lil Pito   | 04:11    |
| 19  | El Silencio               | El Moya                 | 02:40    |
| 20  | Dime que se puede hacer   | Blacky J                | 03:08    |
| 21  | Tu Manto                  | Noli Mer                | 03:04    |
| 22  | Madre                     | Black Spirit            | 03:08    |
| 23  | Cristo Reina              | Alicia                  | 04:23    |
| 24  | Outro                     | DJ Blaster              | 01:20    |